# Perth Challenger 1999
Il Perth Challenger 1999 è stato un torneo di tennis facente parte della categoria ATP Challenger Series nell'ambito dell'ATP Challenger Series 1999. Il torneo si è giocato a Perth in Australia dal 6 al 13 dicembre 1999 su campi in cemento.

## Vincitori

### Singolare
Paul Kilderry ha battuto in finale  Dejan Petrović con il punteggio di 6–4, 6–4

### Doppio
Paul Kilderry /  Grant Silcock hanno battuto in finale  Paul Baccanello /  Josh Tuckfield con il punteggio di 6–4, 7–6